# Batocera nebulosa
Batocera nebulosa är en skalbaggsart som beskrevs av Bates 1877. Batocera nebulosa ingår i släktet Batocera och familjen långhorningar. Inga underarter finns listade.